# Stamlijn Eemshaven

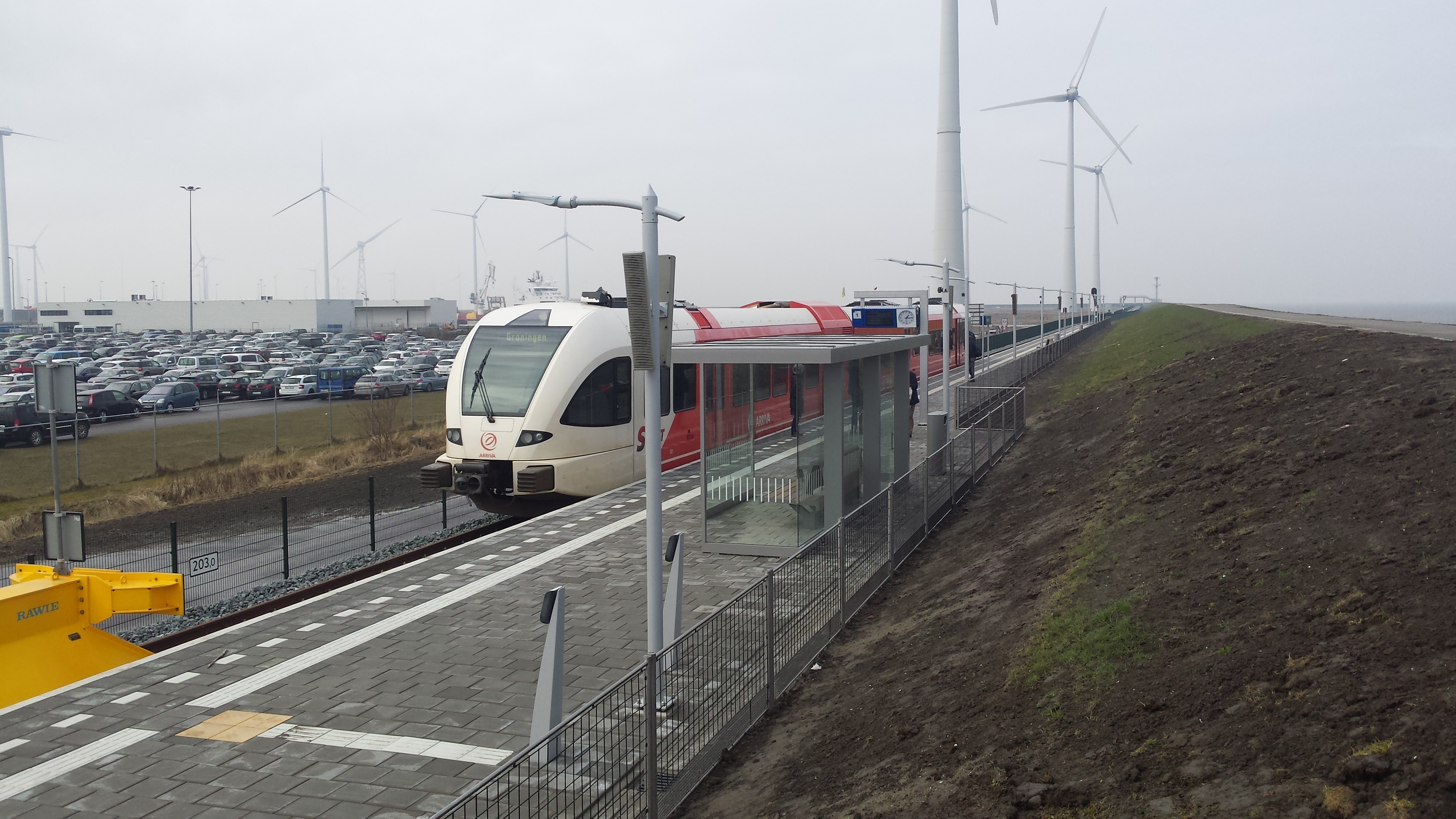
Station Eemshaven, gelegen langs de dijk langs de Eems, is sinds 2018 het noordelijkste station van Nederland.

Stamlijn Eemshaven (afkorting Eem) was tot 8 januari 2018 een goederenspoorweg van Roodeschool naar de Eemshaven. Deze stamlijn, die in 1977-78 is aangelegd, sluit enkele bedrijven in de Eemshaven aan op het Nederlandse spoorwegnet. De spoorlijn takte vlak vóór station Roodeschool af van de sinds 1893 bestaande spoorlijn Groningen - Roodeschool, maar is sinds maart 2018 een verlenging naar het Station Eemshaven.
De stamlijn wordt regelmatig gebruikt, maar verschillende voorziene uitbreidingen zijn er nooit gekomen, hoewel de taluds ervoor zijn aangelegd. De lijn bedient de bedrijven Wagenborg (voornamelijk papier) en Veem & Factor (suikerterminal). De terminal van Wagenborg werd onder meer in 2001 en 2003 gebruikt om militair materieel aan boord te brengen.
Volgens planning zou de stamlijn in 2012 zijn opgewaardeerd voor reizigerstreinen naar de terminal van de rederij AG Ems, die een passagiersdienst per veerboot naar het Duitse waddeneiland Borkum onderhoudt. Eind 2011 bleek dat de aanpassing van het spoor veel duurder zou worden dan eerder begroot, namelijk € 18 miljoen in plaats van € 9 miljoen. Na lang beraad betaalde de Duitse deelstaat Nedersaksen, waartoe Borkum behoort, ook mee. Op 27 augustus 2012 maakte minister Melanie Schultz van Haegen van Infrastructuur en Milieu bekend dat de financiering van het project rond was. Er zouden naar planning per dag vier ('s winters drie) treinen van Arriva naar en van station Eemshaven rijden. Bij de hernieuwde concessie aan vervoerder Arriva werd bekend dat het station Eemshaven met ingang van december 2019 (dienstregeling 2020) op werkdagen en tussen 6 uur 's ochtends en 8 uur 's avonds elk half uur bediend zal worden.
Westelijk van Roodeschool bij de kruising met de Hooilandseweg kreeg de lijn een klein station Roodeschool, dat het voormalige station Roodeschool verving. Het werd op 8 januari 2018 in gebruik genomen. Op 28 maart 2018 reed de eerste reizigerstrein naar de Eemshaven en op 20 juni 2018 werd het traject officieel geopend door koning Willem-Alexander.
Sinds de ingebruikneming voor personenvervoer heeft de stamlijn niet meer de status van raccordement, maar van spoorlijn voor zowel goederen- als reizigersvervoer.

## Huidige dienstregeling
In dienstregeling 2018 rijdt de volgende treinserie over de spoorlijn Sauwerd - Roodeschool:
| Serie      | Treinsoort         | Route | Bijzonderheden                                 |
| ---------- | ------------------ | --- | ---------------------------------------------- |
| 37600 RS 4 | Stoptrein (Arriva) | Groningen – Groningen Noord – Sauwerd – Winsum – Baflo – Warffum – Usquert – Uithuizen – Uithuizermeeden – Roodeschool – Eemshaven | Vier à vijf treinen per dag van/naar Eemshaven |